# 2. Basketball-Bundesliga (Österreich)
Die 2. Basketball-Bundesliga ist die zweithöchste Basketballspielklasse in Österreich.

## Geschichte
Nachdem in der Saison 2006/07 nur mehr 4 Mannschaften in der 2. Bundesliga spielten, wurde die Liga mit der neuen Saison 2007/08 neu organisiert. Der österreichische Basketballverband (ÖBV) führte eine Regionalisierung der 2. Bundesliga in drei Divisionen ein. Den österreichischen Basketballvereinen soll die 2. Bundesliga eine Zwischenstufe zwischen den jeweiligen Landesligen und der Basketball Superliga bieten.
Seit der Saison 2011/12 wird erneut in einer Gesamtliga gespielt. 2012 wurde ein neues Logo für die 2. Basketball-Bundesliga entworfen, welches erstmals in der Saison 2012/13 zum Einsatz gekommen ist. Die Zweite Liga ist seit dem 1. Juli 2013 wieder mit der Basketball-Bundesliga fusioniert. Von der Saison 2013/2014 bis zur Saison 2016/17 wurde in der Liga mit jeweils 11 Zweitligavereinen gespielt. Ab der Saison 2017/18 wurde auf 12 Mannschaften aufgestockt. In der Spielzeit 2020/21 zogen sich die Mannschaften der Mistelbach Mustangs und der Wörthersee Piraten aus dem Wettbewerb zurück und die bereits gespielten Spiele wurden aus der Gesamtwertung genommen.
Auf eine zweigleisige Liga mit jeweils sieben Mannschaften wurde in der Saison 2021/22 umgestellt.

## Tabellen der 2. Basketball-Bundesliga
| Platz | Verein                    | SP | S  | N  | Punkte |
| ----- | ------------------------- | -- | -- | -- | ------ |
| 1.    | Wörtherseer Piraten       | 20 | 17 | 3  | 34     |
| 2.    | Pirlo Kufstein Towers     | 20 | 16 | 4  | 32     |
| 3.    | SWARCO RAIDERS Tirol      | 20 | 11 | 9  | 22     |
| 4.    | BBU Salzburg              | 20 | 8  | 12 | 16     |
| 5.    | Upper Austrian Ballers    | 20 | 8  | 12 | 16     |
| 6.    | Raiffeisen Dornbirn Lions | 20 | 7  | 13 | 14     |
| 7.    | KOS Celoves               | 20 | 1  | 19 | 2      |

| Platz | Verein                           | SP | S  | N  | Punkte |
| ----- | -------------------------------- | -- | -- | -- | ------ |
| 1.    | Mistelbach Mustangs              | 21 | 19 | 2  | 38     |
| 2.    | Vienna United                    | 21 | 14 | 7  | 28     |
| 3.    | Union Deutsch Wagram Alligators  | 21 | 13 | 8  | 26     |
| 4.    | Raiffeisen Mattersburg Rock      | 21 | 13 | 8  | 26     |
| 5.    | Vienna Timberwolves              | 21 | 10 | 11 | 20     |
| 6.    | Safare Traiskirchen Lions NexGen | 21 | 8  | 13 | 16     |
| 7.    | Haustechnik Güssing Blackbirds   | 21 | 8  | 13 | 16     |
| 8.    | Future Team Steiermark           | 21 | 1  | 20 | 2      |

|  |                                 |     |                                 | Ergebnis |
|  | ------------------------------- | --- | ------------------------------- | -------- |
|  | BBU Salzburg                    | vs. | Mistelbach Mustangs             | 63:75    |
|  | Mistelbach Mustangs             | vs. | BBU Salzburg                    | 89:58    |
|  |                                 |     |                                 |          |
|  | Wörthersee Piraten              | vs. | Raiffeisen Mattersburg Rock     | 67:75    |
|  | Raiffeisen Mattersburg Rock     | vs. | Wörtherseer Piraten             | 74:92    |
|  | Wörtherseer Piraten             | vs  | Raiffeisen Mattersburg Rock     | 101:80   |
|  |                                 |     |                                 |          |
|  | Vienna United                   | vs. | SWARCO RAIDERS Tirol            | 65:76    |
|  | SWARCO RAIDERS Tirol            | vs. | Vienna United                   | 63:64    |
|  | Vienna United                   | vs. | SWARCO RAIDERS Tirol            | 45:79    |
|  |                                 |     |                                 |          |
|  | Pirlo Kufstein Towers           | vs. | Union Deutsch Wagram Alligators | 66:63    |
|  | Union Deutsch Wagram Alligators | vs  | Pirlo Kufstein Towers           | 66:72    |

|  | Mistelbach Mustangs   | vs. | Pirlo Kufstein Towers | 91:59                |
|  | Wörthersee Piraten    | vs. | SWARCO RAIDERS Tirol  | 76:87                |
|  |                       |     |                       |                      |
|  | SWARCO RAIDERS Tirol  | vs. | Wörthersee Piraten    | 12.04.2025 18:00 Uhr |
|  | Pirlo Kufstein Towers | vs. | Mistelbach Mustangs   | 13.04.2025 18:30 Uhr |

### Grunddurchgang Saison 2021/22
| Platz | Verein                          | AB | S  | N  | GP        | Punkte |
| ----- | ------------------------------- | -- | -- | -- | --------- | ------ |
| 1.    | COLDAMARIS BBC Nord Dragonz     | 19 | 16 | 3  | 1496:1272 | 32     |
| 2.    | Haustechnik Güssing             | 19 | 16 | 3  | 1420:1207 | 32     |
| 3.    | CITIES Panthers Fürstenfeld     | 19 | 13 | 6  | 1554:1251 | 26     |
| 4.    | SWARCO RAIDERS Tirol            | 19 | 13 | 6  | 1468:1359 | 24     |
| 5.    | BBU Salzburg                    | 19 | 10 | 8  | 1311:1295 | 22     |
| 6.    | Mistelbach Mustangs             | 19 | 10 | 9  | 1387:1365 | 20     |
| 7.    | KOS Celovec                     | 19 | 10 | 9  | 1539:1365 | 20     |
| 8.    | Raiffeisen Mattersburg Rock     | 19 | 8  | 11 | 1592:1408 | 16     |
| 9.    | Pirlo Kufstein Towers           | 19 | 8  | 11 | 1499:1525 | 16     |
| 10.   | Raiffeisen Dornbirn Lions       | 19 | 7  | 11 | 1399:1434 | 14     |
| 11.   | Wörthersee Piraten              | 19 | 7  | 12 | 1424:1517 | 14     |
| 12.   | Union Deutsch Wagram Alligators | 19 | 2  | 17 | 1311:1508 | 4      |
| 13.   | Basket Flames                   | 19 | 2  | 17 | 1294:1571 | 4      |
| 14.   | Future Team Steiermark          | 19 | 0  | 19 | 1058:1675 | 0      |

#### Play-down Saison 2021/22
| Platz | Verein                          | AB | S | N | GP      | Punkte |
| ----- | ------------------------------- | -- | - | - | ------- | ------ |
| 1.    | Pirlo Kufstein Towers           | 5  | 4 | 1 | 346:316 | 8      |
| 2.    | Mistelbach Mustangs             | 5  | 3 | 2 | 469:317 | 6      |
| 3.    | Union Deutsch Wagram Alligators | 5  | 2 | 3 | 295:327 | 4      |
| 4.    | Wörthersee Piraten              | 5  | 2 | 3 | 382:403 | 4      |
| 5.    | Basket Flames                   | 5  | 1 | 4 | 338:420 | 2      |
| 6.    | Future Team Steiermark          | 5  | 1 | 4 | 343:390 | 2      |

### 2020/21

#### Grunddurchgang Saison 2020/21
| Platz | Verein                    | AB | S  | N  | GP        | Punkte |
| ----- | ------------------------- | -- | -- | -- | --------- | ------ |
| 1.    | Güssing/Jennersdorf       | 18 | 14 | 4  | 1425:1189 | 28     |
| 2.    | Fürstenfeld Panthers      | 18 | 14 | 4  | 1529:1249 | 28     |
| 3.    | Mattersburg Rocks         | 18 | 13 | 5  | 1381:1331 | 26     |
| 4.    | Raiders Tirol             | 18 | 12 | 6  | 1455:1423 | 24     |
| 5.    | KOŠ Celovec               | 18 | 10 | 8  | 1393:1381 | 20     |
| 6.    | BBC Nord Dragonz          | 18 | 8  | 10 | 1404:1399 | 16     |
| 7.    | BBU Salzburg              | 18 | 7  | 11 | 1256:1304 | 14     |
| 8.    | Basket Flames             | 18 | 5  | 13 | 1177:1346 | 10     |
| 9.    | Deutsch Wagram Alligators | 18 | 4  | 14 | 1284:1474 | 8      |
| 10.   | Dornbirn Lions            | 18 | 3  | 15 | 1310:1518 | 6      |

Die Mistelbach Mustangs und die Wörthersee Piraten zogen während der Saison ihre Mannschaften vom Spielbetrieb ab.

### 2019/20

#### Grunddurchgang Saison 2019/20
| Platz | Verein                    | AB | S  | N  | GP        | Punkte |
| ----- | ------------------------- | -- | -- | -- | --------- | ------ |
| 1.    | Mattersburg Rocks         | 22 | 18 | 4  | 1795:1551 | 36     |
| 2.    | Dornbirn Lions            | 22 | 16 | 6  | 1868:1700 | 32     |
| 3.    | Güssing/Jennersdorf       | 22 | 16 | 6  | 1705:1502 | 32     |
| 4.    | Fürstenfeld Panthers      | 22 | 13 | 9  | 1807:1610 | 26     |
| 5.    | Wörthersee Piraten        | 22 | 12 | 10 | 1664:1651 | 24     |
| 6.    | Mistelbach Mustangs       | 22 | 12 | 10 | 1722:1647 | 24     |
| 7.    | Basket Flames             | 22 | 12 | 10 | 1679:1659 | 24     |
| 8.    | BBC Nord Dragonz          | 22 | 11 | 11 | 1764:1780 | 22     |
| 9.    | BBU Salzburg              | 22 | 7  | 15 | 1581:1716 | 14     |
| 10.   | KOŠ Celovec               | 22 | 7  | 15 | 1633:1793 | 14     |
| 11.   | Raiders Tirol             | 22 | 6  | 16 | 1590:1775 | 12     |
| 12.   | Deutsch Wagram Alligators | 22 | 2  | 20 | 1472:1896 | 4      |

#### Play-down Saison 2019/20
| Platz | Verein                    | Played | Win | Lose | Punkte |
| ----- | ------------------------- | ------ | --- | ---- | ------ |
| 1     | BBU Salzburg              | 3      | 3   | 0    | 9      |
| 2     | KOŠ Celovec               | 3      | 2   | 1    | 6      |
| 3     | Raiders Tirol             | 3      | 1   | 2    | 3      |
| 4     | Deutsch Wagram Alligators | 3      | 0   | 3    | 0      |

### 2018/19

#### Grunddurchgang Saison 2018/19
| Platz | Verein                    | AB | S  | N  | GP        | Punkte |
| ----- | ------------------------- | -- | -- | -- | --------- | ------ |
| 1.    | Mattersburg Rocks         | 22 | 19 | 3  | 1949:1598 | 38     |
| 2.    | Jennersdorf Blackbirds    | 22 | 17 | 5  | 1824:1482 | 34     |
| 3.    | Raiders Villach           | 22 | 17 | 5  | 1940:1757 | 34     |
| 4.    | Dornbirn Lions            | 22 | 15 | 7  | 2003:1701 | 30     |
| 5.    | Dragons St. Pölten        | 22 | 13 | 9  | 1647:1705 | 26     |
| 6.    | Mistelbach Mustangs       | 22 | 12 | 10 | 1774:1611 | 24     |
| 7.    | Basket Flames             | 22 | 12 | 10 | 1796:1718 | 24     |
| 8.    | Wörthersee Piraten        | 22 | 9  | 13 | 1673:1810 | 18     |
| 9.    | KOŠ Celovec               | 22 | 8  | 14 | 1605:1920 | 16     |
| 10.   | BBU Salzburg              | 22 | 6  | 16 | 1671:1831 | 12     |
| 11.   | BBC Nord Dragonz          | 22 | 4  | 18 | 1587:1821 | 8      |
| 12.   | Deutsch Wagram Alligators | 22 | 0  | 22 | 1437:1952 | 0      |

#### Play-down Saison 2018/19
| Platz | Verein                    | Played | Win | Lose | Punkte |
| ----- | ------------------------- | ------ | --- | ---- | ------ |
| 1     | BBC Nord Dragonz          | 6      | 5   | 1    | 11     |
| 2     | BBU Salzburg              | 6      | 4   | 2    | 10     |
| 3     | KOŠ Celovec               | 6      | 2   | 4    | 7      |
| 4     | Deutsch Wagram Alligators | 6      | 1   | 5    | 2      |

### 2017/18

#### Grunddurchgang Saison 2017/18
| Platz | Verein                   | AB | S  | N  | GP        | Punkte |
| ----- | ------------------------ | -- | -- | -- | --------- | ------ |
| 1.    | Vienna D.C. Timberwolves | 22 | 20 | 2  | 1999:1662 | 40     |
| 2.    | Mistelbach Mustangs      | 22 | 16 | 6  | 1830:1547 | 32     |
| 3.    | Dragons St. Pölten       | 22 | 16 | 6  | 1755:1579 | 32     |
| 4.    | Raiders Villach          | 22 | 15 | 7  | 1896:1758 | 30     |
| 5.    | Mattersburg Rocks        | 22 | 14 | 8  | 1744:1603 | 28     |
| 6.    | Jennersdorf Blackbirds   | 22 | 13 | 9  | 1559:1479 | 26     |
| 7.    | Dornbirn Lions           | 22 | 12 | 10 | 1846:1741 | 24     |
| 8.    | Basket Flames            | 22 | 8  | 14 | 1644:1709 | 16     |
| 9.    | KOŠ Celovec              | 22 | 8  | 14 | 1622:1725 | 16     |
| 10.   | BBU Salzburg             | 22 | 5  | 17 | 1578:1744 | 10     |
| 11.   | Basket2000 Vienna        | 22 | 3  | 19 | 1514:1947 | 6      |
| 12.   | Wörthersee Piraten       | 22 | 2  | 20 | 1373:1866 | 4      |

#### Play-down Saison 2017/18
| Platz | Verein             | Played | Win | Lose | Punkte |
| ----- | ------------------ | ------ | --- | ---- | ------ |
| 1     | KOŠ Celovec        | 6      | 5   | 1    | 10     |
| 2     | BBU Salzburg       | 6      | 4   | 2    | 8      |
| 3     | Wörthersee Piraten | 6      | 3   | 3    | 6      |
| 4     | Basket2000 Vienna  | 6      | 0   | 6    | 0      |

### 2016/17
| Platz | Verein                   | AB | S  | SV | NV | N  | GP        | Punkte |
| ----- | ------------------------ | -- | -- | -- | -- | -- | --------- | ------ |
| 1.    | Mistelbach Mustangs      | 20 | 15 | 1  | 0  | 4  | 1644:1387 | 32     |
| 2.    | Dragons St. Pölten       | 20 | 14 | 1  | 1  | 4  | 1604:1378 | 30     |
| 3.    | Mattersburg Rocks        | 20 | 13 | 1  | 0  | 6  | 1435:1261 | 28     |
| 4.    | Raiders Villach          | 20 | 13 | 1  | 0  | 6  | 1596:1437 | 28     |
| 5.    | Dornbirn Lions           | 20 | 14 | 0  | 0  | 6  | 1570:1393 | 28     |
| 6.    | Vienna D.C. Timberwolves | 20 | 11 | 0  | 1  | 8  | 1683:1564 | 22     |
| 7.    | KOŠ Celovec              | 20 | 9  | 1  | 1  | 9  | 1527:1534 | 20     |
| 8.    | BBU Salzburg             | 20 | 7  | 0  | 1  | 12 | 1492:1608 | 4      |
| 9.    | Basket Flames            | 20 | 6  | 0  | 0  | 14 | 1380:1452 | 12     |
| 10.   | Basket2000 Vienna        | 20 | 3  | 0  | 1  | 16 | 1369:1623 | 6      |
| 11.   | Wörthersee Piraten       | 20 | 0  | 0  | 0  | 20 | 1143:1806 | 0      |

### 2015/16
| Platz | Team                     | AB | S  | SV | NV | N  | GP        | Punkte |
| ----- | ------------------------ | -- | -- | -- | -- | -- | --------- | ------ |
| 1.    | Dragons St. Pölten       | 20 | 17 | 0  | 1  | 2  | 1563:1362 | 34     |
| 2.    | Mattersburg Rocks        | 20 | 16 | 0  | 0  | 4  | 1591:1370 | 32     |
| 3.    | KOŠ Celovec              | 20 | 12 | 1  | 0  | 7  | 1580:1429 | 26     |
| 4.    | Raiders Villach          | 20 | 12 | 1  | 0  | 7  | 1483:1436 | 26     |
| 5.    | Mistelbach Mustangs      | 20 | 11 | 0  | 0  | 9  | 1614:1621 | 22     |
| 6.    | Radenthein Garnets       | 20 | 9  | 0  | 0  | 11 | 1566:1561 | 18     |
| 7.    | Vienna D.C. Timberwolves | 20 | 8  | 0  | 1  | 11 | 1576:1535 | 16     |
| 8.    | Basket Flames            | 20 | 7  | 0  | 0  | 13 | 1439:1586 | 14     |
| 9.    | BBU Salzburg             | 20 | 7  | 0  | 0  | 13 | 1474:1596 | 14     |
| 10.   | Wörthersee Piraten       | 20 | 6  | 0  | 0  | 14 | 1475:1627 | 12     |
| 11.   | Dornbirn Lions           | 20 | 3  | 0  | 0  | 17 | 1393:1631 | 6      |

### 2014/15
| Platz | Verein                   | AB | S  | SV | NV | N  | GP        | Punkte |
| ----- | ------------------------ | -- | -- | -- | -- | -- | --------- | ------ |
| 1.    | Dragons St. Pölten       | 20 | 18 | 0  | 0  | 2  | 1710:1397 | 36     |
| 2.    | Vienna D.C. Timberwolves | 20 | 15 | 2  | 0  | 3  | 1706:1503 | 34     |
| 3.    | Mattersburg Rocks        | 20 | 16 | 0  | 0  | 4  | 1544:1342 | 32     |
| 4.    | Mistelbach Mustangs      | 20 | 9  | 1  | 0  | 10 | 1599:1498 | 20     |
| 5.    | Raiders Villach          | 20 | 10 | 0  | 0  | 10 | 1552:1549 | 20     |
| 6.    | Dornbirn Lions           | 20 | 10 | 0  | 1  | 9  | 1475:1427 | 20     |
| 7.    | Radenthein Garnets       | 20 | 9  | 0  | 0  | 11 | 1479:1609 | 18     |
| 8.    | BBU Salzburg             | 20 | 7  | 0  | 0  | 13 | 1356:1520 | 14     |
| 9.    | Basket Flames            | 20 | 6  | 0  | 0  | 14 | 1372:1552 | 12     |
| 10.   | Wörthersee Piraten       | 20 | 5  | 0  | 1  | 14 | 1466:1612 | 10     |
| 11.   | KOŠ Celovec              | 20 | 2  | 0  | 1  | 17 | 1451:1701 | 4      |

### 2013/14
| Platz | Verein                   | AB | S  | SV | NV | N  | GP        | Punkte |
| ----- | ------------------------ | -- | -- | -- | -- | -- | --------- | ------ |
| 1.    | Mattersburg Rocks        | 20 | 17 | 0  | 1  | 2  | 1541:1183 | 34     |
| 2.    | Basket Flames            | 20 | 17 | 0  | 0  | 3  | 1551:1333 | 34     |
| 3.    | Vienna D.C. Timberwolves | 20 | 16 | 0  | 0  | 4  | 1649:1338 | 32     |
| 4.    | Mistelbach Mustangs      | 20 | 14 | 0  | 0  | 6  | 1611:1523 | 28     |
| 5.    | Wörthersee Piraten       | 20 | 11 | 0  | 0  | 9  | 1409:1497 | 22     |
| 6.    | Dornbirn Lions           | 20 | 9  | 0  | 1  | 10 | 1586:1620 | 18     |
| 7.    | Raiders Villach          | 20 | 7  | 1  | 0  | 12 | 1462:1669 | 16     |
| 8.    | Radenthein Garnets       | 20 | 5  | 1  | 0  | 14 | 1562:1644 | 12     |
| 9.    | KOŠ Celovec              | 20 | 5  | 0  | 2  | 13 | 1544:1708 | 10     |
| 10.   | BBU Salzburg             | 20 | 3  | 2  | 0  | 15 | 1482:1652 | 10     |
| 11.   | Amstetten                | 20 | 2  | 0  | 0  | 18 | 1375:1605 | 4      |

### 2012/13

#### Grunddurchgang Saison 2012/13
| Platz | Verein                       | Played | Win | Lose | Disq. | Punkte |
| ----- | ---------------------------- | ------ | --- | ---- | ----- | ------ |
| 1     | Vienna D.C. Timberwolves     | 18     | 16  | 2    | 0     | 34     |
| 2     | BK Mattersburg ROCKS         | 18     | 14  | 4    | 0     | 32     |
| 3     | UKJ Hypo Mistelbach          | 18     | 14  | 4    | 0     | 32     |
| 4     | Basket Flames                | 18     | 13  | 5    | 0     | 31     |
| 5     | Wörthersee Piraten           | 18     | 10  | 8    | 0     | 28     |
| 6     | Amstetten Falcons            | 18     | 6   | 12   | 0     | 24     |
| 7     | Raiffeisen Dornbirn Lions    | 18     | 6   | 12   | 0     | 24     |
| 8     | KOŠ Posojilnica Bank Celovec | 18     | 5   | 13   | 0     | 23     |
| 9     | BBU Salzburg                 | 18     | 4   | 14   | 0     | 22     |
| 10    | Silverminers Tirol           | 18     | 2   | 15   | 0     | 20     |

#### Relegation Saison 2012/13
| Platz | Verein                    | Played | Win | Lose | Punkte |
| ----- | ------------------------- | ------ | --- | ---- | ------ |
| 1     | WSG Raiffeisen Radenthein | 3      | 3   | 0    | 6      |
| 2     | Silverminers Tirol        | 3      | 2   | 1    | 5      |
| 3     | BBU Salzburg              | 3      | 1   | 2    | 4      |
| 4     | Raiders Villach           | 3      | 0   | 3    | 3      |

### 2011/12
| Platz | Verein                       | Played | Win | Lose | Disq. | Punkte |
| ----- | ---------------------------- | ------ | --- | ---- | ----- | ------ |
| 1     | BK Mattersburg ROCKS         | 18     | 16  | 2    | 0     | 34     |
| 2     | UKJ Mistelbach               | 18     | 15  | 3    | 0     | 33     |
| 3     | Dornbirn Lions               | 18     | 14  | 4    | 0     | 32     |
| 4     | BCV Juniors                  | 18     | 12  | 6    | 0     | 30     |
| 5     | Amstetten Falcons            | 18     | 9   | 9    | 0     | 27     |
| 6     | Vienna D.C. Timberwolves     | 18     | 8   | 10   | 0     | 26     |
| 7     | KOŠ Posojilnica Bank Celovec | 18     | 6   | 12   | 0     | 24     |
| 8     | Silverminers Schwaz          | 18     | 7   | 11   | 0     | 24     |
| 9     | BBU Salzburg                 | 18     | 3   | 15   | 0     | 21     |

## Meister und Finalergebnis, -gegner
- 2008 LZ Niederösterreich Süd 	 80:74 gegen die Silverminers Schwaz
- 2009 KOŠ Celovec 	 91:85 gegen LZ Niederösterreich Süd
- 2010 WAT 22/D.C. Timberwolves 	 78:50 gegen UKJ Mistelbach
- 2011 Dornbirn Lions 	 92:64 gegen die Silverminers Schwaz
- 2012 Mattersburg Rocks 	 2:1 gegen UKJ Mistelbach
- 2013 Mattersburg Rocks 	 2:0 gegen die Basket Flames
- 2014 Mattersburg Rocks 	 2:0 gegen die Vienna D.C. Timberwolves
- 2015 Vienna D.C. Timberwolves 	 2:0 gegen Dragons St. Pölten
- 2016 Chin Min Dragons St. Pölten 	 2:0 gegen Mattersburg Rocks
- 2017 Raiders Villach 	 3:2 gegen Chin Min Dragons St. Pölten
- 2018 Vienna D.C. Timberwolves 	 2:1 gegen Jennersdorf Blackbirds
- 2019 Jennersdorf Blackbirds 	 2:0 gegen UBC St. Pölten
- 2020 nicht ausgetragen (COVID-19)
- 2021 Jennersdorf Blackbirds 	 2:1 gegen Fürstenfeld Panthers
- 2022 Fürstenfeld Panthers 	 2:1 gegen Jennersdorf Blackbirds
- 2023 Güssing Blackbirds 	 2:0 gegen Mistelbach Mustangs
- 2024 Mistelbach Mustangs  2:1 gegen UDW Alligators